# Alexis Ohanian

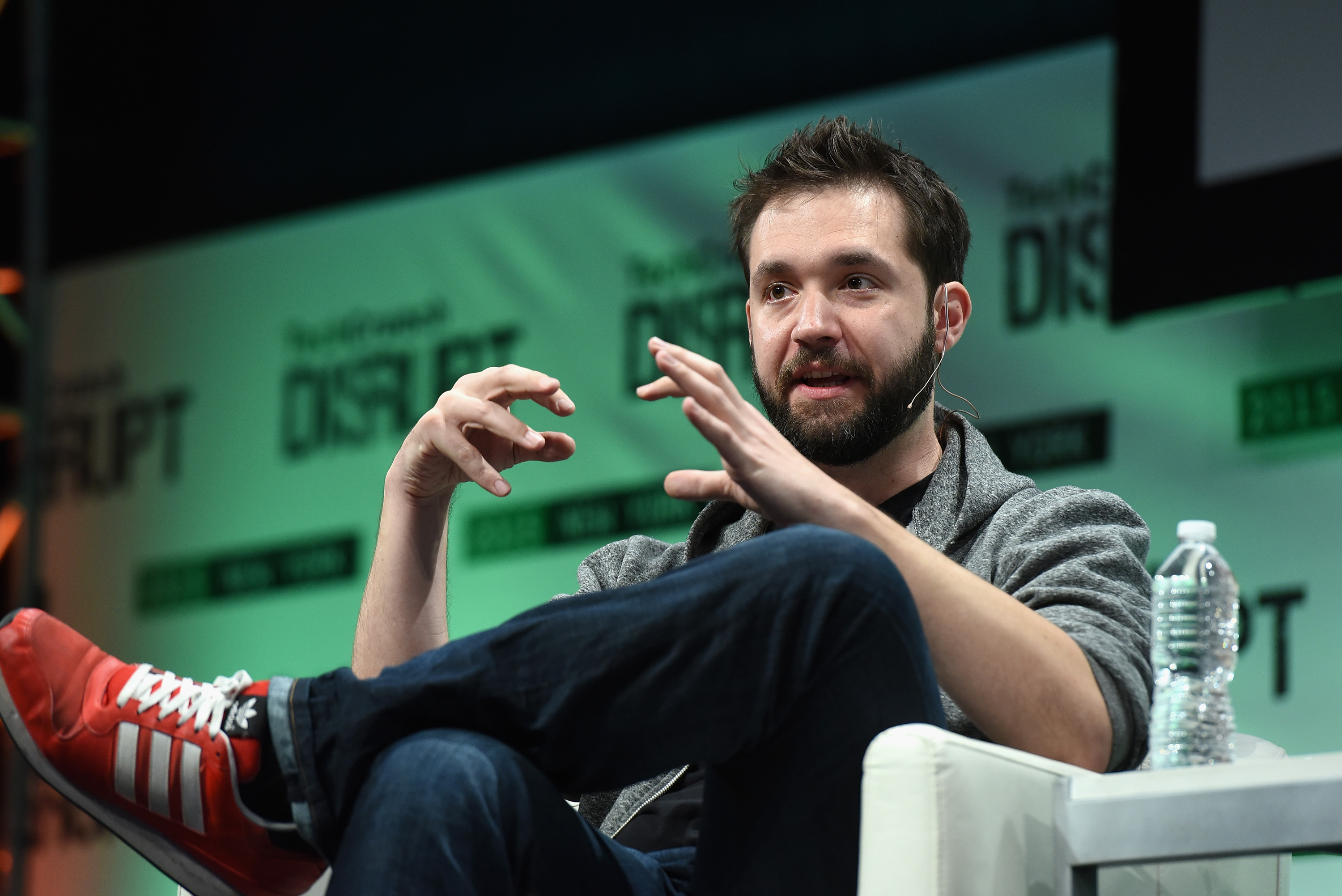
Alexis Ohanian (Mai 2015)

Alexis Kerry Ohanian (* 24. April 1983 in New York City) ist ein US-amerikanischer Unternehmer und Investor. Am bekanntesten ist er als Mitbegründer des Social-News-Aggregators Reddit. Bis zum 5. Juni 2020 war er dessen Vorstandsvorsitzender. Er trat als politisches Statement, im Rahmen der Proteste um den Tod von George Floyd, von diesem Amt zurück, um es mit einem schwarzen Nachfolger besetzen zu lassen. Er war zudem Mitbegründer des Wagniskapital-Investmentfonds Initialized Capital, half beim Start der Reisewebsite Hipmunk und gründete die Website Breadpig. Er ist ein Multimillionär.

## Leben
Ohanian wurde in Brooklyn als Sohn einer in Deutschland geborenen Mutter, Anke (Geburtsname Anke Prigge), und eines armenischstämmigen Vaters, Chris Ohanian, geboren. Chris’ Großeltern kamen nach dem Völkermord an den Armeniern als Flüchtlinge in die USA. Nach seinem Abschluss an der University of Virginia gründete er 2005 gemeinsam mit Steve Huffman und Aaron Swartz die Website reddit.com. Huffman und Ohanian verkauften Reddit im Oktober 2006 an das Medienunternehmen Condé Nast Publications für einen Preis zwischen 10 und 20 Millionen US-Dollar. Ohanian arbeitete danach weiterhin für Reddit als Mitglied des Board of Directors. 2010 gründete er zudem den Investmentfonds Initialized Capital, der auf Investitionen in Start-up Unternehmen spezialisiert ist. Er kehrte am 10. Juli 2015 hauptberuflich mit Mitbegründer Huffman zu Reddit zurück, um das nun unabhängige Unternehmen zu leiten. Er trat im Februar 2018 zurück, um sich wieder auf das Investieren zu konzentrieren. Er trat daneben mehrfach als öffentlicher Aktivist für Netzneutralität und ein freies Internet auf. 2020 trat Ohanian von seinen Tätigkeiten im Aufsichtsrat bei Reddit zurück. Er bat öffentlich darum, dass er durch einen schwarzen Kandidaten ersetzt werde.
Er ist Autor des Buches Without Their Permission: How the 21st Century Will Be Made, Not Managed welches 2013 veröffentlicht wurde. 2010 arbeitete er mehrere Monate für ein Mikrofinanzprojekt in Armenien.

## Privates
Am 29. Dezember 2016 verlobte sich Ohanian mit der Tennisspielerin Serena Williams. Ihre Tochter Alexis Olympia Ohanian Jr. wurde am 1. September 2017 geboren. Nach der Geburt nahm sich Ohanian 16 Wochen bezahlte Elternzeit von seinem Unternehmen. Ohanian und Williams heirateten am 16. November 2017 in New Orleans. Mit seiner Familie lebt er in West Palm Beach in Florida.